# Basilica di San Giovanni (Efeso)

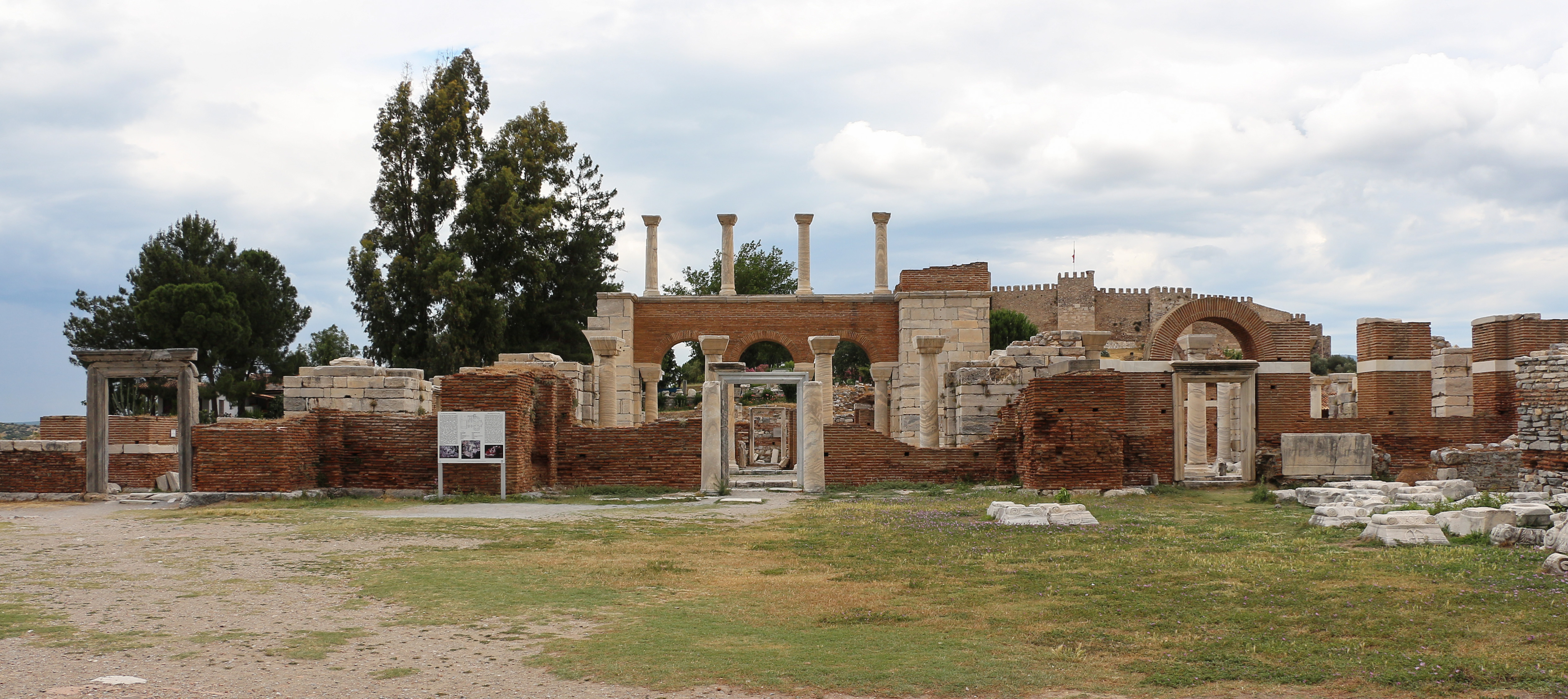
La basilica di San Giovanni di Efeso

La Basilica di San Giovanni (in greco Βασιλική του Αγίου Ιωάννη του Θεολόγου?) era una basilica di Efeso. Fu costruita da Giustiniano I nel VI secolo. Sorge sul luogo in cui si credeva fosse stato sepolto Giovanni l'Apostolo. Fu modellata sulla base dell'ormai perduta Chiesa dei Santi Apostoli di Costantinopoli.
La basilica si trova sulle pendici della collina di Ayasuluk, proprio accanto alla moschea di İsa Bey, appena sotto la fortezza vicino al centro di Selçuk, nella provincia di İzmir, in Turchia e a circa 3,5 km (2,2 mi) da Efeso.

## Storia

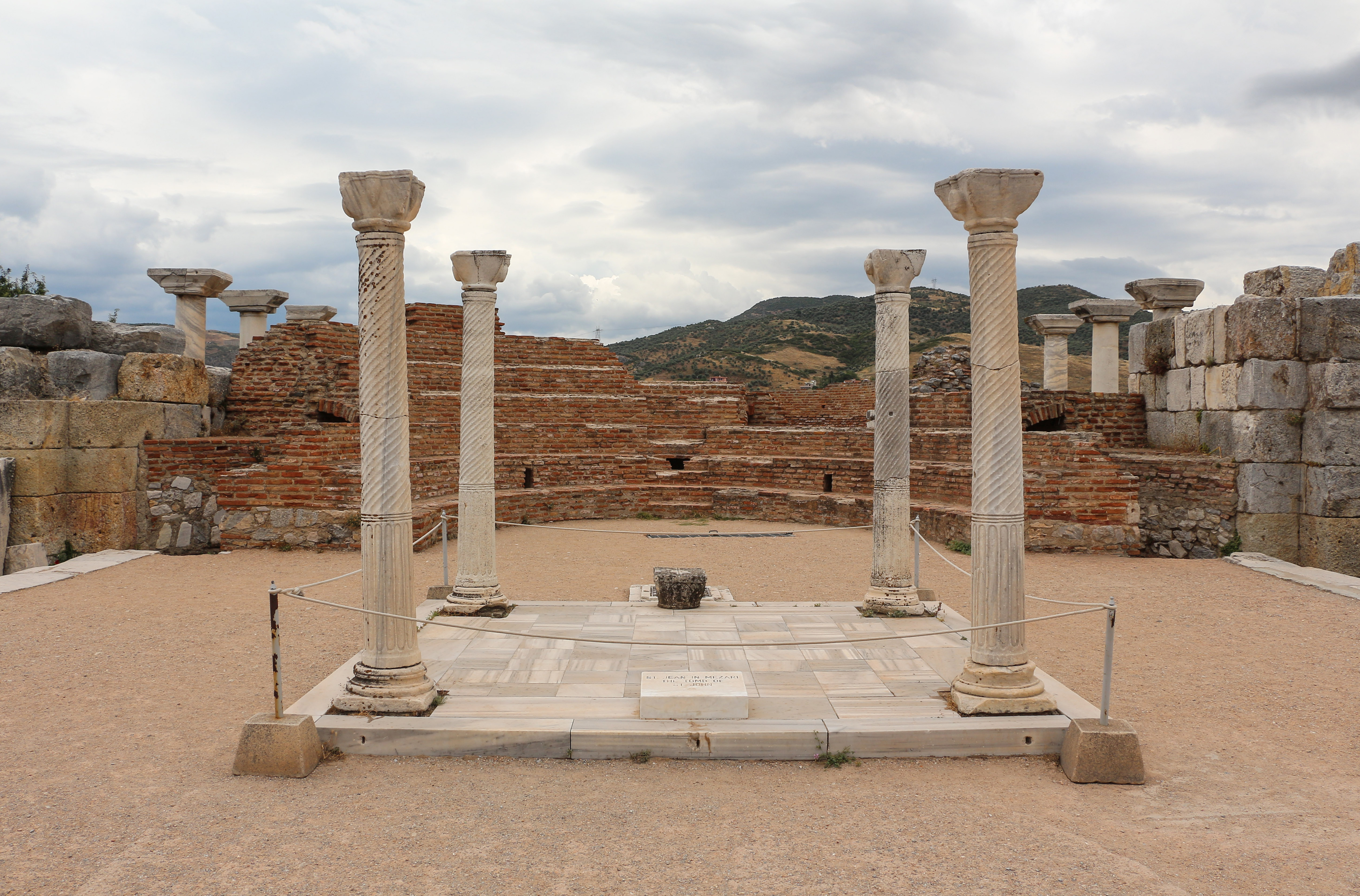
La tomba di San Giovanni, che si trovava in una cripta sotto l'altare della basilica.

Già nel I secolo, la tradizione cristiana attribuiva all'evangelista Giovanni un luogo di sepoltura sulla vicina collina di tempio di Artemide, all'epoca apparentemente deserta. L'archeologia ha confermato che la camera sepolcrale sotterranea risale almeno a questo periodo. Si trova in una necropoli romana che era ancora in uso nel III e IV secolo, a giudicare dall'epigrafia funeraria ritrovata. La tomba era venerata anche prima della pace della Chiesa. Quando il cristianesimo divenne una religione legale con l'avvento di Costantino, sulla tomba fu costruito un martyrium quadrato di dimensioni abbastanza grandi (circa 19,5 m per 18,5 m), attorno al quale fu eretta una chiesa teodosiana cruciforme. Divenuta presto insufficiente per le esigenze del culto apostolico, l'imperatore Giustiniano fece demolire la chiesa per sostituirla con una basilica a tre navate di notevoli dimensioni (130 m di lunghezza per 60 m di larghezza). In seguito alla conquista araba del VII secolo, la collina fu circondata da un muro destinato a proteggere il santuario e le sue pertinenze.

## Architettura

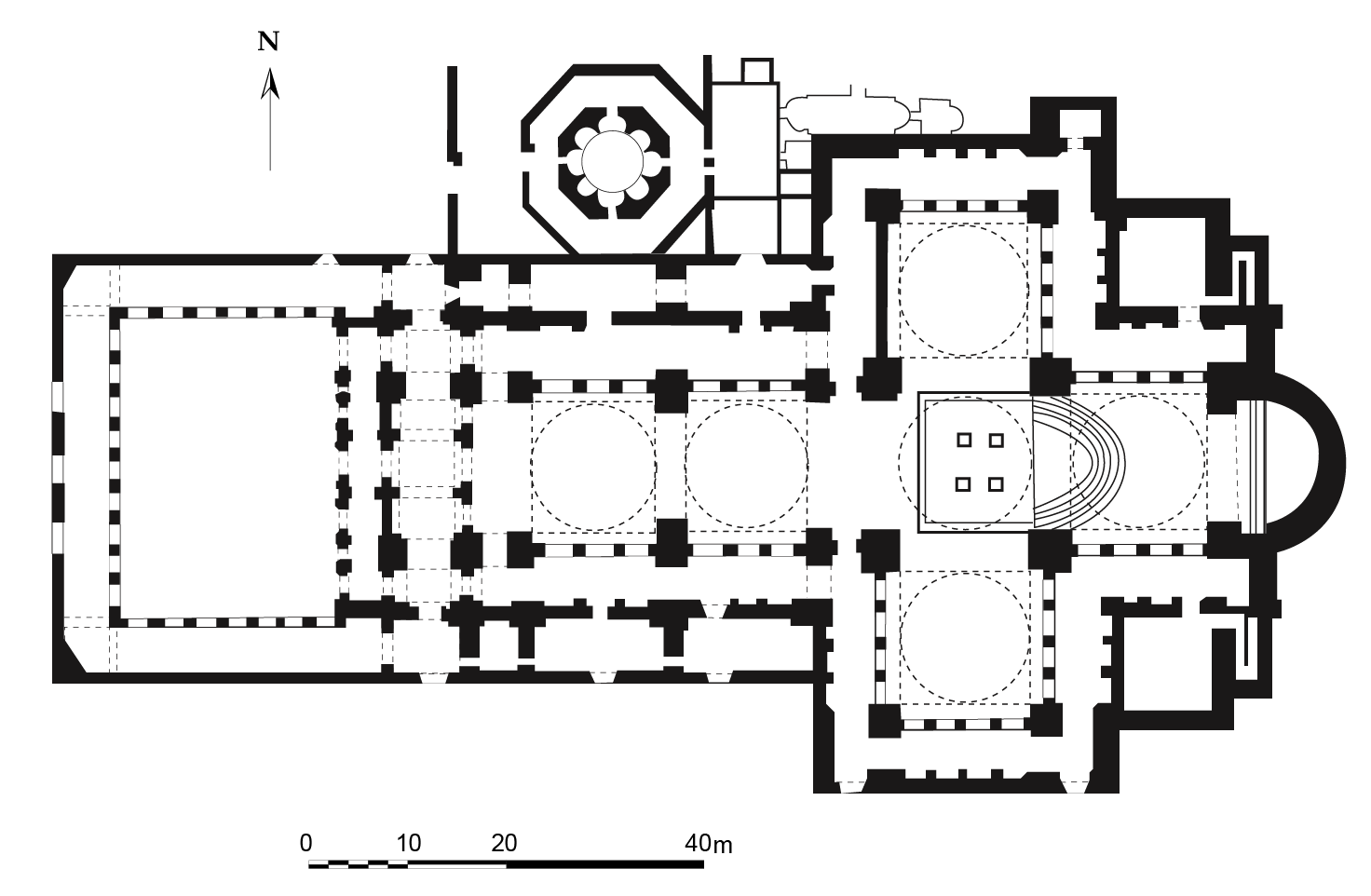
Planimetria della basilica di San Giovanni, all'epoca di Giustiniano

### La basilica teodosiana
Questa prima chiesa basilicale è a tre navate e lunga oltre 80 metri. È caratterizzata da una pianta cruciforme, probabilmente ereditata dal modello costantinopolitano dell'Apostoleion. La tradizione apocrifa secondo cui l'apostolo avrebbe voluto essere sepolto in una tomba cruciforme è probabilmente una ricostruzione a posteriori per spiegare la particolare disposizione di questa prima chiesa. I quattro bracci della croce partono dal centro, segnato dalla tomba dell'apostolo, e sono divisi ciascuno in tre navate. Il braccio occidentale, che corrisponde alla navata principale, è leggermente più lungo ed è preceduto da uno o due nartece. Il braccio orientale della croce termina con un'abside: è della stessa lunghezza dei bracci laterali, ma più ampio, con quattro navate invece di due. Queste dimensioni eccezionali dovevano essere necessarie per ospitare il numeroso clero che era l'unico ad avervi accesso. Citata più volte negli Atti del Concilio di Efeso, come l'"Apostoleion" o "la chiesa di San Giovanni", questa chiesa è dunque anteriore al 431. In base alla sua decorazione scultorea, potrebbe risalire al 390-420, ed era ancora esistente al tempo del secondo Concilio di Efeso, nel 449.

### La basilica giustinianea
Secondo Procopio di Cesarea, fu proprio perché la chiesa originaria di San Giovanni era in cattivo stato di conservazione che venne in gran parte demolita nel II secolo sotto l'episcopato di Ipazio, per far posto a una nuova, grandiosa chiesa sotto il patrocinio dell'imperatore Giustiniano. La costruzione iniziò nel 535-536 e fu completata all'inizio del 540: lo stesso Procopio la definisce "l'edificio più sacro della città" nella sua Storia segreta, mentre Giovanni da Efeso menziona l'ordinazione di 70 sacerdoti nel 541 da parte del missionario monofisita Giovanni di Efestopoli in un luogo identificato come l'atrio di San Giovanni.La presenza di capitelli con il monogramma dell'imperatrice Teodora suggerisce inoltre che la chiesa sia stata costruita prima della sua morte, avvenuta nel 548.
Il nuovo edificio è lungo 130 metri (compreso il nartece) e largo 65 metri. È anch'esso una basilica cruciforme, ma con sei grandi cupole su pennacchi che sovrastano il coro, il transetto e la navata: la sua pianta è simile a quella della Chiesa dei Santi Apostoli di Costantinopoli, ricostruita da Giustiniano nello stesso periodo. La tomba dell'Apostolo si trova al centro dell'edificio, in una cripta accessibile da una scala sotto l'altare. L'edificio è costruito interamente in mattoni, ad eccezione dei massicci pilastri che sostengono le cupole, realizzati con blocchi di marmo riutilizzati. Le ali laterali sono sormontate da gallerie.